# Walter Dönicke
 (indiquez la date de pose grâce au paramètre date).
Kurt Walter Dönicke, né le 27 juillet 1899 à Eisenach, mort le 19 avril 1945 à Leipzig, est 

### Biographie
Kurt Walter Dönicke est né à Eisenach le 27 juillet 1899, fils d’un maître-ouvrier. Dès 1902, sa famille s’installe à Leipzig, où il suit des études primaires et professionnelles avant d’apprendre le métier de menuisier de 1914 à 1917. 
Mobilisé durant la Première Guerre mondiale, il sert sur le front occidental en tant que soldat au sein du 8e régiment d’infanterie royal saxon (Infanterie-Regiment Nr. 107) – 58e division d’infanterie.
À son retour, il exerce comme aide-menuisier jusqu’en 1929.

### Parcours politique (NSDAP)
Adhésion à la NSDAP en juillet 1925 (n° de membre 11 133) 
- Anime les structures locales à Leipzig : Ortsgruppenleiter dès 1926, puis Kreisleiter dès avril 1927
- Élu au Landtag de Saxe en 1929 ; devient député (MdL) et président du Landtag en 1933
- Nommé en 1933 Kreishauptmann de Leipzig (fonction équivalente à Regierungspräsident) et occupe ce poste jusqu’en 1937
- Impliqué dans divers organismes nazis : NS-Fliegerkorps, Reichsluftschutzbund, NSV, SA (rank jusqu’à SA-Standartenführer en 1936), et Volkssturm

### Mandat de maire de Leipzig
Nommé Oberbürgermeister de Leipzig le 12 octobre 1937, suite à la démission de Carl Friedrich Goerdeler. Sa nomination est validée par le Reichsminister de l’Intérieur Wilhelm Frick et par Martin Mutschmann, Reichsstatthalter de Saxe 
- Durant son mandat, plusieurs événements marquants :
  - Désignation de Leipzig comme « Reichsmessestadt » (ville des foires du Reich) le 20 décembre 1937.
  - Lancement de la construction du port de Leipzig le 27 mai 1938.
  - Ouverture de la première ligne de trolleybus le 29 juillet 1938

Il est aussi à l’origine d’initiatives antisémite locales, notamment l’expropriation des biens immobiliers des Juifs 

### Révocation du mandat et fin de carrière politique
Rudolf Haake, son prédécesseur et successeur par intérim, orchestre sa destitution en le qualifiant d'« inapte » devant la hiérarchie du parti. Un épisode notable contribue à sa disgrâce : lors de la dernière visite officielle d’Hitler à Leipzig le 26 mars 1938, Dönicke lui offre un autographe de Tannhäuser de Wagner – celui-ci se révèle être un fac-similé lithographique – et prononce son discours en dialecte saxon prononcé, moqué ensuite par Hitler 
Il est finalement démis le 11 octobre 1938, perdant tous ses mandats et fonctions au sein du parti et de l’administration.

### Suicide

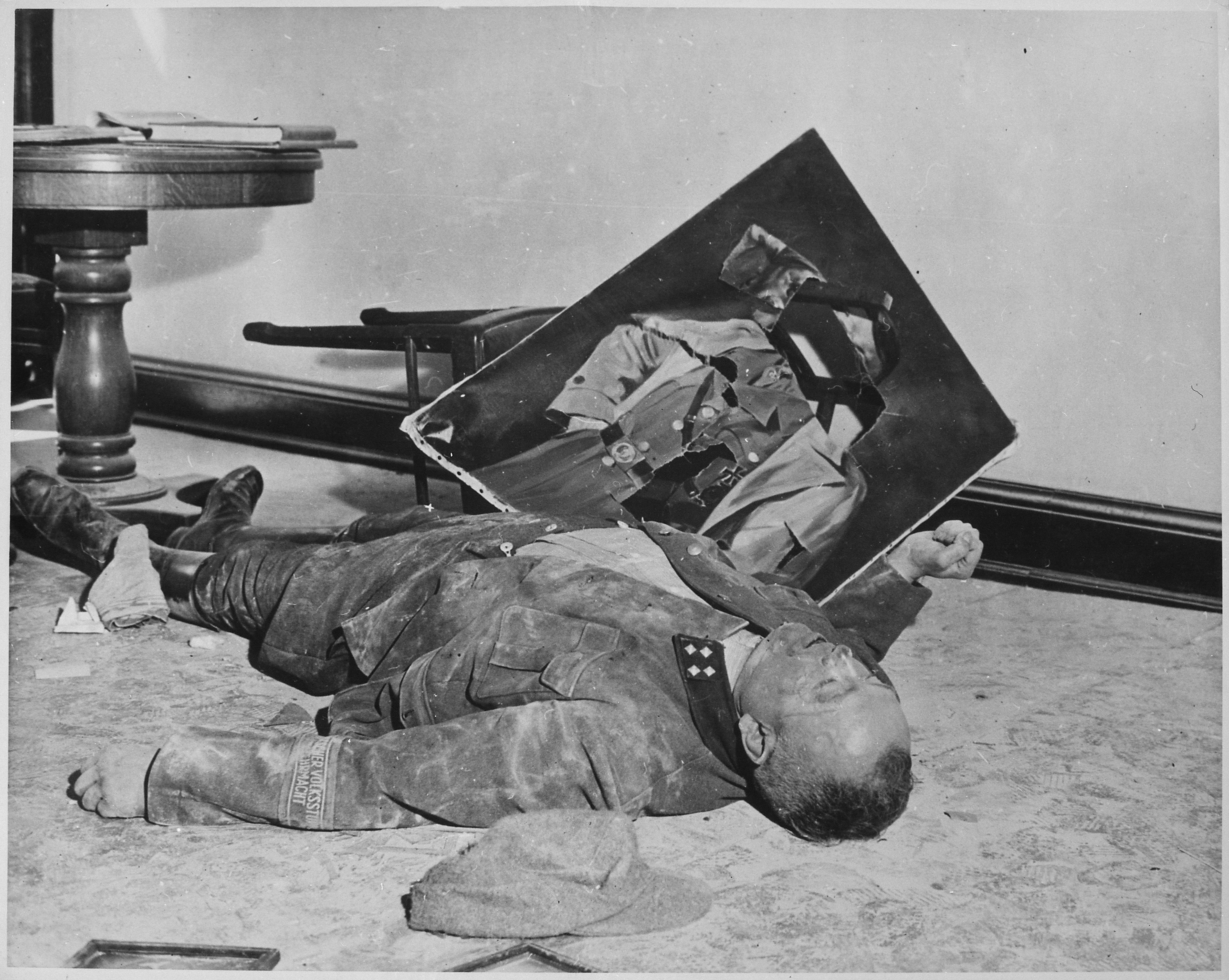
Walter Dönicke près du portrait d'Hitler après son suicide le 19 avril 1945.

Lors de l’offensive américaine d’avril 1945, Dönicke, en tant que Bataillonsführer du Volkssturm, se suicide par balle dans le nouvel hôtel de ville de Leipzig (Neues Rathaus) le 19 avril 1945, en même temps que le Kreisleiter Willy Wiederroth (de) et le commandant SA Carl Strobel (de).